# شهرستان المیرا، میشیگان
شهرستان المیرا، میشیگان (به انگلیسی: Almira Township, Michigan) یک منطقهٔ مسکونی در ایالات متحده آمریکا است که در میشیگان واقع شده‌است.

## خصوصیات
شهرستان المیرا ۹۳٫۳ کیلومترمربع مساحت و ۳٬۶۴۵ نفر جمعیت دارد و ۲۶۶ متر بالاتر از سطح دریا واقع شده‌است.